# Pirojpur (distrito)
Pirojpur (পিরোজপুর, em bengali) é um distrito localizado na divisão de Barisal, no sudoeste do Bangladesh. Sua capital é a cidade de Pirojpur.

## Geografia
O distrito possui uma área total de 1307,61 km². Limita-se ao norte  com os distritos de Gopalganj e Barisal; ao sul, com o distrito de Barguna; à leste, com o distrito de Jhalokati; à oeste, com o distrito de Bagerhat.
A temperatura média anual máxima é de 35,5°C e a mínima é de 12,5°C. A precipitação média anual de chuvas é de 1710 mm.
O principais rios do distrito são Baleshwar, Katcha, Kaliganga e Sandhya.